# Батист

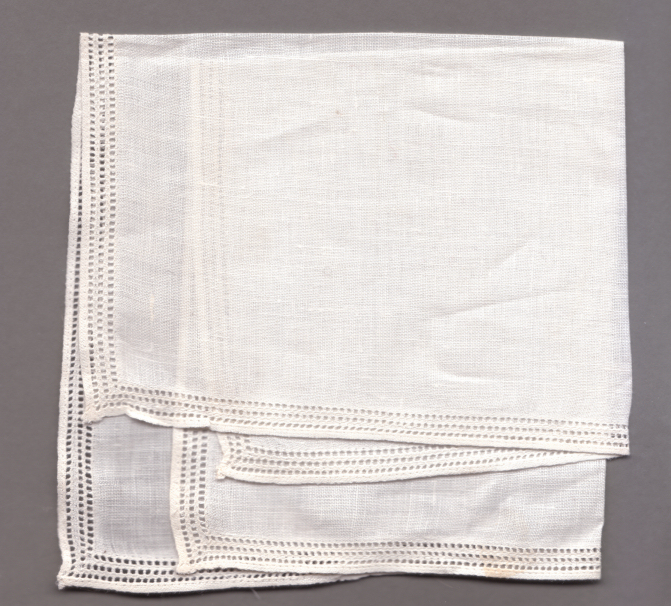
Батист

Бати́ст (из фр. batiste) — тонкая, полупрозрачная льняная или хлопчатобумажная ткань полотняного переплетения, вырабатываемая из кручёной пряжи высоких номеров (наиболее тонкой). Батист выпускается отбелённым, мерсеризованным, гладкокрашеным и набивным. Употребляется для производства женского белья, летних платьев, блузок, а также как полуфабрикат для изготовления кальки.
Производится преимущественно в Северной Франции и Бельгии, из самой тонкой льняной пряжи. Сама культура льна обставляется при этом особыми заботами, а именно: всё засеянное поле набивается колышками с поперечными перекладинками так, что образуется сетка, которая, защищая растение от действия сильного ветра и дождя, способствует образованию особенно тонкого и крепкого волокна — так называемого lin ram ó.
Лучший батист из окрестностей Валансьена и Камбре делается из ниток ручной пряжи, так как фабричный не имеет того лоска, который составляет одно из главных качеств хорошего батиста; он может быть также и бумажным, — значительно уступающий льняному в крепости.
Считается, что изготовление батиста впервые начато в XIII веке во Фландрии неким г-ном Батистом из Камбре, по имени которого, согласно одной из гипотез, и сама ткань получила название во французском, русском и ряде других языков (в некоторых языках, включая английский, название ткани восходит к топониму Камбре — cambric).

## Свойства
Батист обладает следующими характеристиками и свойствами: плотность, лёгкость, прочность, воздухопроницаемость, гигроскопичность, гипоаллергенность.